# Мовіла-Банулуй
Мовіла-Банулуй (рум. Movila Banului) — село у повіті Бузеу в Румунії. Адміністративний центр комуни Мовіла-Банулуй.
Село розташоване на відстані 76 км на північний схід від Бухареста, 21 км на південний захід від Бузеу, 116 км на південний захід від Галаца, 112 км на південний схід від Брашова.

## Населення
За даними перепису населення 2002 року у селі проживали 1405 осіб.
Національний склад населення села:
| Національність | Кількість осіб | Відсоток |
| -------------- | -------------- | -------- |
| румуни         | 1348           | 95,9%    |
| цигани         | 57             | 4,1%     |

Рідною мовою назвали:
| Мова      | Кількість осіб | Відсоток |
| --------- | -------------- | -------- |
| румунська | 1396           | 99,4%    |
| циганська | 9              | 0,6%     |